# Acanthacis scabra
Acanthacis scabra is een zachte koraalsoort uit de familie Plexauridae. De koraalsoort komt uit het geslacht Acanthacis. De wetenschappelijke naam van de soort werd in 1936 gepubliceerd door Elisabeth Deichmann.